# ویلیام فریدکین
ویلیام فریدکین (انگلیسی: William Friedkin؛ ۲۹ اوت ۱۹۳۵ – ۷ اوت ۲۰۲۳) کارگردان، تهیه‌کننده و فیلم‌نامه‌نویس اهل ایالات متحده آمریکا بود. او از سال ۱۹۶۵ تا ۲۰۲۳ مشغول فعالیت بود.
ارتباط فرانسوی که برنده پنج جایزه اسکار شد و فیلم کلاسیک جن‌گیر از آثار فریدکین هستند. ویلیام فریدکین در چهارمین دهه زندگیش با ساختن ارتباط فرانسوی و جن‌گیر به شهرتی جهانی رسید.

## حرفه
فریدکین از اوایل دهه ۱۹۶۰ شروع به کار کرد و چشمگیرترین موفقیت او سال ۱۹۷۱ با اکران فیلم ارتباط فرانسوی به‌دست آمد. این فیلم در ژانر جنایی-پلیسی، بر اساس یک داستان واقعی برنده اسکار بهترین فیلم سال و بهترین بازیگر برای جین هَکمن شد. این فیلم که شامل یکی از هیجان‌انگیزترین صحنه‌های تعقیب و گریز تاریخ سینما است، توانست برنده جوایز اسکار بهترین فیلم، فیلمنامه و تدوین شود و فریدکین ۳۲ ساله را به عنوان فیلمسازی جوان و آینده‌دار مطرح کند.
وی در سال ۱۹۷۳ جن‌گیر را بر اساس رمان پرفروش ویلیام پیتر بلَتی دربارهٔ دختری ۱۲ ساله که توسط شیطان تسخیر شده بود، ساخت. فیلم نامزد ۱۰ جایزه اسکار شد. جن‌گیر داستان دختری ۱۲ ساله بود که شیطان در او نفوذ کرده‌است. رسانه‌های خبری در زمان اکران آن فیلم گزارش دادند که برخی تماشاچیان در سینماها با دیدن فیلم غش و استفراغ کردند و مردم درحالی که می‌لرزیدند و فریاد می‌زدند سینما را ترک می‌کردند. جن‌گیر که گزارش می‌شود ۵۰۰ میلیون دلار در سراسر جهان درآمد داشت، بعد از نامزدی در ده رشته، نهایتاً برنده دو اسکار شد و قسمت‌های تازه‌ای از آن ساخته شد. جدیدترین آنها به نام جنگیر: مؤمن است. این فیلم را دیوید گوردون گرین ساخته‌است. فریدکین دل خوشی از ساخت قسمت‌های تازه این فیلم نداشت.
فریدکین چند سال بعد از ساخت جن‌گیر که بزرگ‌ترین موفقیت او در گیشه بود، با افت عملکرد روبرو شد. ساحر که در سال ۱۹۷۷ عرضه شد با هزینه‌ای که ۲۲ میلیون دلار تولید شد، شش میلیون دلار درآمد کسب کرد.
پس از موفقیت فیلم جن‌گیر او تا اوایل قرن ۲۱ به کارگردانی فیلم‌ها و برنامه‌های تلویزیونی ادامه داد اما نتوانست موفقیت گذشته را تکرار کند. از دیگر آثار او می‌توان به برای زندگی و مرگ در لس آنجلس، جادوگر، گشت‌زنی، نسخه تلویزیونی ۱۲ مرد خشمگین و جوی قاتل اشاره کرد.
آخریم فیلم وی تحت عنوان دادگاه نظامی شورش کِین پیش از مرگ وی تکمیل شد و در تاریخ ۳۰ اوت ۲۰۲۳ در جشنواره فیلم ونیز به نمایش در خواهد آمد.

## بیماری و مرگ
وی در سال‌های پایانی عمر از مشکلات جسمی رنج می‌برد. در تاریخ ۷ اوت ۲۰۲۳ در سن ۸۷ سالگی در لس آنجلس درگذشت.

## فیلم‌شناسی (کارگردان)
| سال  | عنوان                    | توضیحات |
| ---- | ------------------------ | --- |
| ۱۹۶۸ | جشن تولد                 | |
| ۱۹۷۱ | ارتباط فرانسوی           | جایزه اسکار بهترین کارگردانی جایزه انجمن کارگردانان آمریکا برای دستاوردهای برجسته کارگردانی جایزه گلدن گلوب بهترین کارگردانی نامزدی— جایزه بفتا برای بهترین کارگردانی |
| ۱۹۷۳ | جن‌گیر                    | جایزه امپایر جایزه گلدن گلوب بهترین کارگردانی نامزدی— جایزه اسکار بهترین کارگردانی نامزدی— جایزه انجمن کارگردانان آمریکا برای دستاوردهای برجسته کارگردانی             |
| ۱۹۷۷ | جادوگر                   | |
| ۱۹۸۰ | گشت‌زنی                   | |
| ۱۹۸۳ | معامله قرن               | |
| ۱۹۸۵ | زیستن و مردن در لس آنجلس | |
| ۱۹۹۵ | جید                      | |
| ۱۹۹۷ | ۱۲ مرد خشمگین            | تله‌فیلم |
| ۲۰۰۰ | مقررات درگیری            | |
| ۲۰۰۶ | حشره                     | فدراسیون بین‌المللی منتقدان فیلم |
| ۲۰۱۱ | جوی قاتل                 | در بخش رقابتی شصت و هشتمین جشنواره فیلم ونیز |